# Кильмансегг, Фердинанд фон
Граф Фердинанд Ганс Лудольф фон Кильмансегг (нем. Ferdinand Hans Ludolf Graf von Kielmansegg; 14 февраля 1777, Ратцебург — 19 августа 1856, Ганновер) — ганноверский генерал от кавалерии (1855) и военный министр (1840—1847).

## Биография
Фердинанд граф фон Кильмансегг был сыном высокопоставленного юриста из Ратцебурга графа Фридриха фон Кильмансегга (1728-1800). Его старшими братьями были генерал-майор, затем обер-шталмейстер Людвиг фон Кильмансегг и генерал от инфантерии Фридрих фон Кильмансегг.
Кильмансегг вступил в службу в ганноверскую лейб-гвардию в 1791 году, и в следующем году был произведен во вторые лейтенанты. В 1793 году, во время Войны первой коалиции против революционной Франции он  попал в плен в бою при Фамаре. К 1813 году, то есть 20 лет спустя, Фердинанд фон Кильмансегг был только майором в недавно сформированном Королевском гусарском полку в Люнебурге. Этот полк в 1815 году в составе ганноверского контингента (Ганновер находился в личной унии с Великобританией) был включён в состав британской армии и принял участие битве при Ватерлоо. Во главе ганноверской бригады в битве участвовал и старший брат Фердинанда, Фридрих фон Кильмансегг.
В начале мая 1817 года Фердинанд стал полковником и командиром ганноверского Гвардейского кирасирского полка. В 1826 году он был повышен до генерал-майора, с февраля по октябрь 1831 года был командиром 2-й кавалерийской бригады. Несколько позже он возглавил единственную кавалерийскую дивизию ганноверской армии, и в этом качестве 17 марта 1836 года был произведен в генерал-лейтенанты. С образованием 2-й кавалерийской дивизии,  дивизия Кильмансегга в январе 1838 года была переименована в 1-ю кавалерийскую. С 1840 по 1847 год Кильмансегг был военным министром Ганноверского королевства. После выхода в отставку, 26 мая 1855 года он получил звание генерала от кавалерии.

## Брак и дети
Сначала Кильмансегг был женат на графине Августе Шарлотте фон Шёнберг (1777—1863). Однако, личные и политические разногласия (граф был решительным противником Наполеона, тогда как графиня — столь же решительной сторонницей) привели уже в 1809 году к разрыву отношений между супругами, а ещё четыре года спустя — к разводу. В браке у них родились сын Альфред (1804—1862), который женился на Луизе Циммерман (1818—1887), и дочь Натали (1803—1883), которая перешла из протестантизма в католичество и стала монахиней.
В 1818 году  Кильмансегг женился повторно, на Давиде фон Хедеманн (1787—1878). От брака с Давидой у Кильмансегга родились ещё два сына и три дочери, из которых до взрослого возраста дожили два сына и одна дочь:
- Адольф (1819–1873), женившийся на Матильде Шарлотте Августе Каролине фот Ботмер (1832—1919)
- Юлия (1822–1881), которая вышла замуж за своего родственника графа Карла Эрнста Августа Фридриха фон Кильмансегга (1816—1899).
- и Евгений (1830–1868), который женился на графине Каролине Арц фон Арц фон унд цу Арцио Васегг (род. 1832).

## Награды
Королевства Ганновер:
- Королевский Гвельфский орден большой крест (1821)[2]
- Крест Вильгельма[нем.] за 25 лет военной службы
- Медаль Ватерлоо[нем.] (1837)
- Мемориальная медаль в память войны 1813 года[нем.] (1841)

Иностранных государств:
- Орден Святого Владимира 4-й степени с бантом (10 ноября 1814, Российская империя)[3]
- Орден Святой Анны 1-й степени (13 сентября 1838, Российская империя)[4]
- Орден Красного Орла 1-го класса (1842, королевство Пруссия)[5]